# ويرنر ليكا
ويرنر ليكا، من مواليد 15 سبتمبر 1954، لاعب كرة قدم تشيكوسلوفاكي سابق، ومدرب كرة قدم تشيكي.
لعب مع منتخب تشيكوسلوفاكيا لكرة القدم.

## روابط خارجية
- ويرنر ليكا على موقع الاتحاد الدولي (مؤرشف)  (الإنجليزية)
- ويرنر ليكا على موقع الاتحاد التشيكي (الإنجليزية)
- ويرنر ليكا على موقع قاعدة بيانات كرة القدم.إي يو (الإنجليزية)
- ويرنر ليكا على موقع ناشيونال فوتبول تيمز (الإنجليزية)
- ويرنر ليكا على موقع كووورة
- ويرنر ليكا على موقع أوليمبيديا (الإنجليزية)
- ويرنر ليكا على موقع اللجنة الأولمبية التشيكية (التشيكية)